# Алтайская долина
Алтайская долина, или «Долина Алтая» — закрытая особая экономическая зона туристско-рекреационного типа в Республике Алтай. Создана на основании Постановления Правительства Российской Федерации от 3 февраля 2007 года, планировалось развивать лечебно-оздоровительный, горнолыжный, экологический, водный, экстремальный туризм.

## География
ОЭЗ «Алтайская долина» расположена в 25 км от столицы республики города Горно-Алтайска близ села Манжерок и в 20 км от аэропорта, который с 2011 года начал принимать среднемагистральные пассажирские самолеты.

## План развития
Проект ОЭЗ в предварительном архитектурном решении представляет комплекс из искусственного озера с современной системой фильтрации и трёх островов, каждый из которых имеет свой набор объектов и своё предназначение. Так, например, на территории северного острова расположится комплекс отелей, лодочные станции, гольф-клуб, зона спортивного скалолазания, а на южном острове будет построен административно-деловой центр с офисами компаний-резидентов ОЭЗ и крытый спортивный комплекс. Также здесь запланировано возведение охотничей усадьбы, парка аттракционов и этнической деревни. Проект «Алтайской долины» был разработан немецкой компанией Roland Berger Strategy Consultants GmbH.

## Экономические показатели
Финансирование экономической зоны осуществляется из разных уровней бюджета (федерального, республиканского, районного). Резиденты, которых на конец 2012 года зарегистрировано 8 с объёмом заявленных инвестиций более 3,85 млрд рублей, получают некоторые льготы — временное освобождение от выплат налогов на имущество, землю, низкие ставки по аренде, транспорту и налогу на прибыль. Объём государственных инвестиций в ОЭЗ достиг 8 млрд рублей, частных — 13-15 млрд рублей.
Планируется, что летом 2013 года ОЭЗ сможет принять первых туристов, в год здесь будут отдыхать до 94 тысяч человек, при средней продолжительности отдыха 8 дней и одновременной загрузке до 3,5 тыс. человек.

## Инфраструктура
Строительство туристического комплекса началось в 2009 году.
В августе 2012 года здесь было начато строительство трех гостиничных коттеджей класса «комфорт» и ресторана с летней верандой и гостиничного комплекса «Поселок Горный» на 300 мест.
В ноябре 2012 года началось заполнение водой искусственного озера. Его ширина составляет 400 м, длина — 1,5 км, глубина — 5 м. Общая протяженность западной пляжной зоны достигает 800 м.
В январе 2013 года завершилось заполнение озера до плановых 6 м глубины.

## Утечка в искусственном озере
Наполнение искусственного озера «Алтайской долины» водой из Катуни началось 11 октября 2012 года. 15 января 2013 года уровень воды достиг проектной отметки. А уже 21 января в СМИ было опубликовано первое сообщение о том, что из озера происходит серьёзная утечка воды. Первоначально власти Республики Алтай и представитель подрядчика отрицали факт утечки, но под давлением фактов (в СМИ были опубликованы фотографии 300-метровой полыньи в месте сброса воды в реку Катунь) были вынуждены признать существование данной проблемы.
В настоящее время падение уровня воды продолжается. По состоянию на начало мая уровень воды в искусственном озере составлял 3 метра 35 сантиметров (к январю озеро было наполнено до плановой отметки в 5 метров, затем до начала апреля производилась докачка воды), падение уровня — около 5 сантиметров в сутки.

## Закрытие
Постановлением Правительства от 28 сентября 2016 года № 978 прекращается деятельность восьми неэффективно функционирующих особых экономических зон в Ставропольском, Хабаровском, Приморском и Краснодарском краях, Мурманской области, республиках Алтай.
«Проведённый Минэкономразвития России анализ показал, что ... резидентами ОЭЗ в Республике Алтай туристско-рекреационная деятельность до настоящего времени не ведётся.»